# Оур, Томми
То́мас Майкл (То́мми) О́ур (англ. Thomas Michael "Tommy" Oar; 10 декабря 1991, Голд-Кост, Квинсленд, Австралия) — австралийский футболист, полузащитник. Выступал в сборной Австралии.

## Клубная карьера
Оур начал футбольную карьеру в клубе «Квинсленд Роар», дебютировав в Эй-лиге в сезоне 2008/09.
2 апреля 2010 года Оур, вместе со своими партнерами по «Брисбен Роар» — Майклом Зулло и Адамом Саротой, заключил 5-летний контракт с «Утрехтом». 15 июля Томми дебютировал за новый клуб в игре с «Тираной» в рамках второго квалификационного раунда Лиги Европы, проведя на поле 5 минут. 22 сентября 2011 года он забил свой первый гол, поразив ворота «Де Графсхапа» в матче Кубка Нидерландов.
29 августа 2015 года Оур на правах свободного агента присоединился к «Ипсвич Таун», подписав двухлетний контракт.
29 февраля 2016 года Оур вернулся в «Брисбен Роар», подписав 2,5-летний контракт.
В июне 2017 года Оур за €350 тыс. перешёл в кипрский клуб АПОЭЛ. Дебютировал за АПОЭЛ 12 июля 2017 года в матче второго квалификационного раунда Лиги чемпионов УЕФА против люксембургского «Дюделанжа».
В сентябре 2018 года контракт Оура с АПОЭЛом был расторгнут, после чего он вернулся на родину, подписав двухлетний контракт с «Сентрал Кост Маринерс».
15 января 2020 года Оур был представлен в качестве первого игрока будущего клуба Эй-лиги «Макартур», начинающего выступления в сезоне 2020/21, подписав двухлетний контракт.

## Достижения
АПОЭЛ
- Чемпион Кипра: 2017/18